# Wapen van Ohey

Het wapen van Ohey

Het wapen van Ohey is het gemeentelijke wapen van de Belgische gemeente Ohey. De Naamse gemeente heeft het wapen in 1991 officieel toegekend gekregen.

## Geschiedenis
Gedurende de middeleeuwen ressorteerde Ohey onder Poilvache. In 1769 noemde Walter de Maillen zichzelf heer van Ohey en Reppe. Het wapen van zijn familie voerde echter ook twee schildhouders die vlaggen vasthouden en het geheel stond onder een wapenmantel. De Raad van Heraldiek en Vexillologie adviseerde om dat wapen niet te gebruiken, het is namelijk van een natuurlijk persoon of familie, en het wapen dus te vereenvoudigen.
De hedendaagse gemeente Ohey ontstond op 1 januari 1977 uit een fusie tussen de gemeenten Evelette, Goesnes, Haillot, Jallet, Ohey en Perwez. Van de oude gemeenten had alleen Evelette een wapen, maar omdat de nieuwe gemeente verder ging als Ohay, kon het oude wapen niet gecontinueerd worden.

## Blazoenering
De beschrijving van het wapen luidt als volgt:
D'or à trois peignes de cheval de gueules.
Van goud drie paardenkammen van keel.
De heraldische kleuren zijn goud (geel) en keel (rood). De kammen staan met de tanden naar beneden gericht en staan met twee in het schildhoofd en een in de schildvoet en elke kam heeft drie gaten. Het wapen heeft geen externe ornamenten zoals een kroon of schildhouders.